# September (band)
September was een Nederlandse rockband.
De band kende enig succes in de jaren 1970 en 1971 met de uitgave van de drietal singles. De plaatjes bleven alle onder de radar van de hitparades. De muziekgroep kende echter een aantal leden die daarvoor en daarna bekendheid kregen in andere bands.

## Leden
- Jan de Hont – gitaar; eerder in ZZ & De Maskers, later spelende bij The Magnificent Seven (band), Boudewijn de Groot en Neerlands Hoop in Bange Dagen en als studiomuzikant voor onder meer The Cats.
- Ador Otting (Jan Otting) – toetsinstrumenten, eerder ZZ & De Maskers, later Brainbox
- Willem de Vries – basgitaar, eerder Anno Nu
- Frans Smit – slagwerk,  ZZ & De Maskers, later Brainbox en de man van Maggie MacNeal
- Hessel de Vries – orgel, eerder Angelflight Railways
- Adri de Hont – gitaar, eerder Het, later Mayflower
- Jerry Göbel – slagwerk, eerder Angelflight Railways
- Dennis Whitbread, slagwerk, eerder Het, Ekseption

De groepsnaam September werd ingeruild voor Cargo, maar die band bleef obscuurder dan September.

## Discografie
- 1970: Little sister / Walk on by[2]
- 1971: Yelly rose / If mr. Right comes along
- 1971: Chocker / Lydia Purple